# Fränesenap
Fränesenap (Erucastrum nasturtiifolium) är en korsblommig växtart som först beskrevs av Jean Louis Marie Poiret, och fick sitt nu gällande namn av Otto Eugen Schulz. Enligt Catalogue of Life ingår Fränesenap i släktet kålsenaper och familjen korsblommiga växter, men enligt Dyntaxa är tillhörigheten istället släktet kålsenaper och familjen korsblommiga växter. Arten har ej påträffats i Sverige.

## Underarter
Arten delas in i följande underarter:
- E. n. benacense
- E. n. nasturtiifolium
- E. n. sudrei

## Bildgalleri

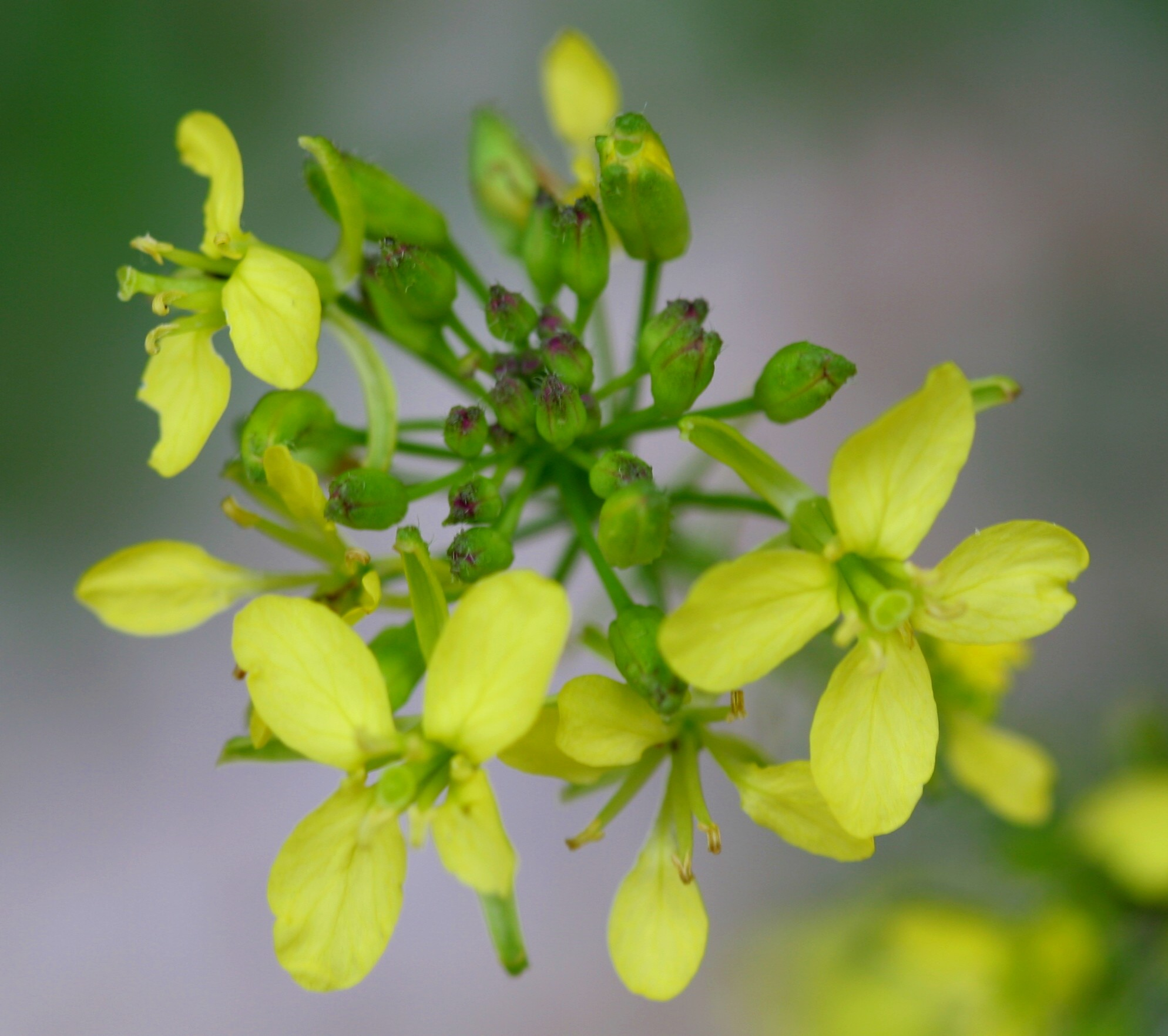
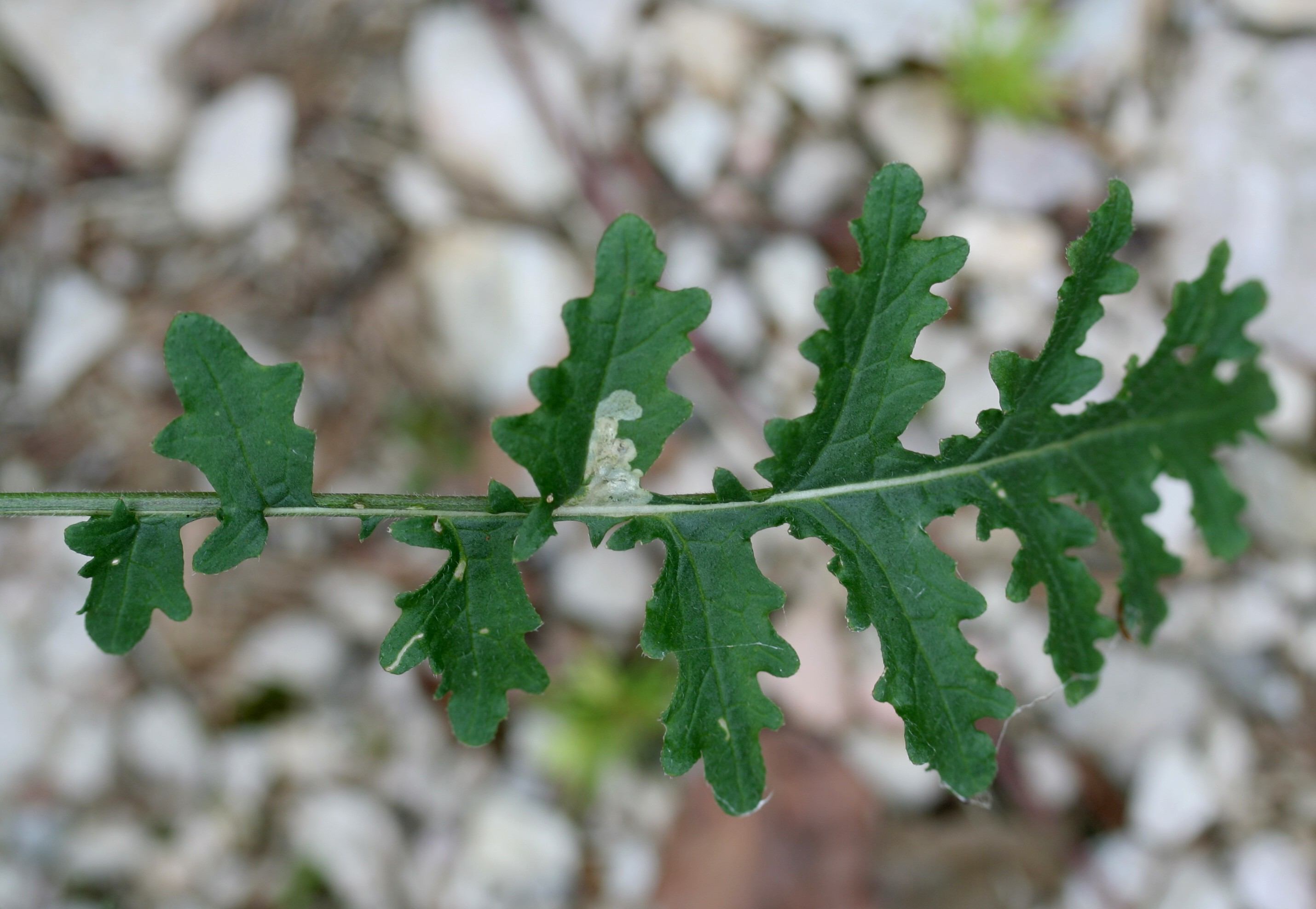
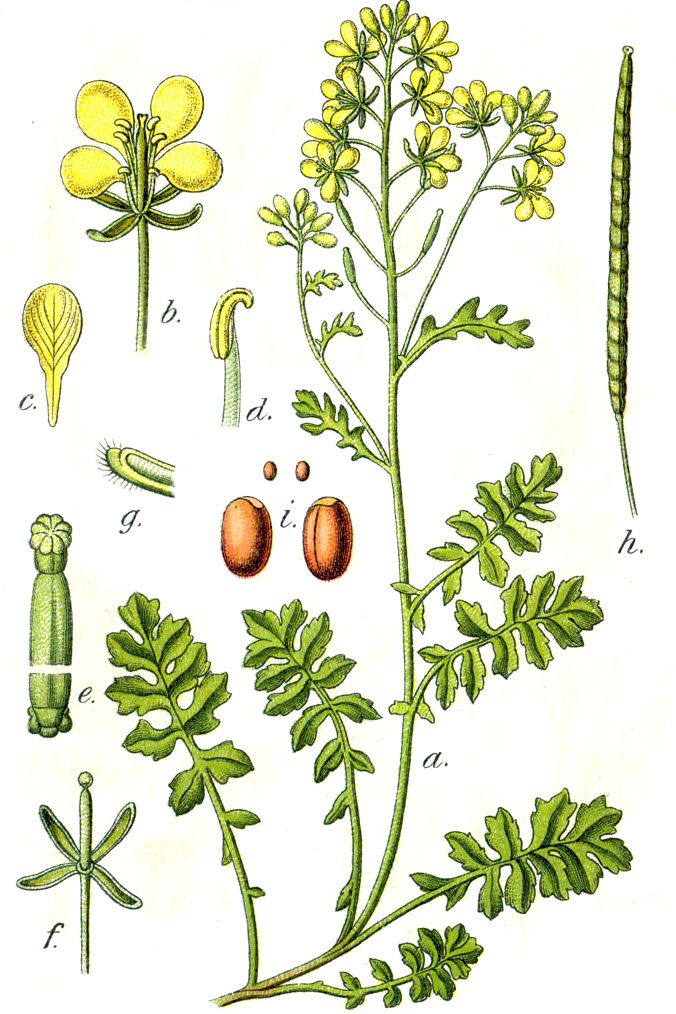
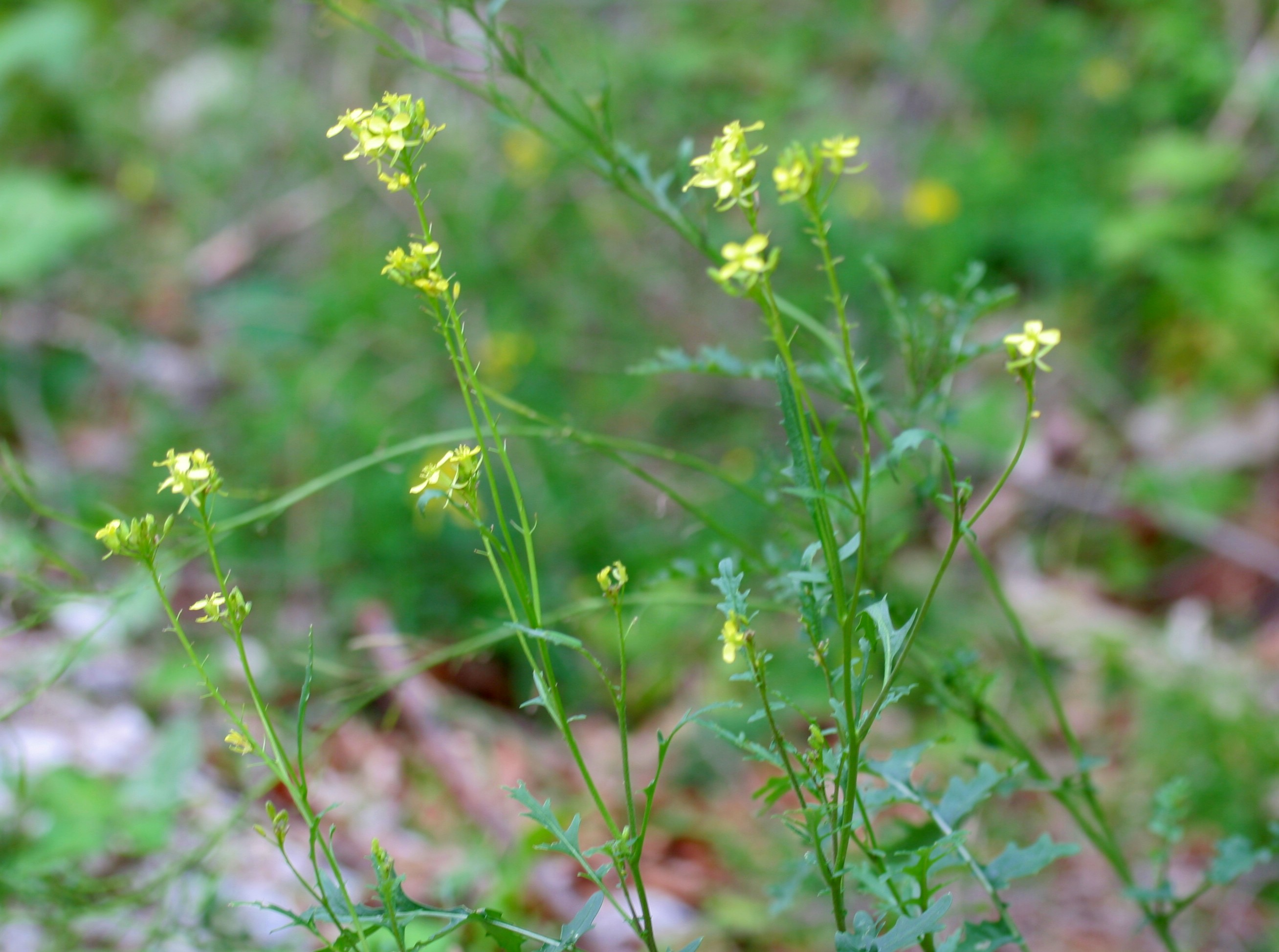
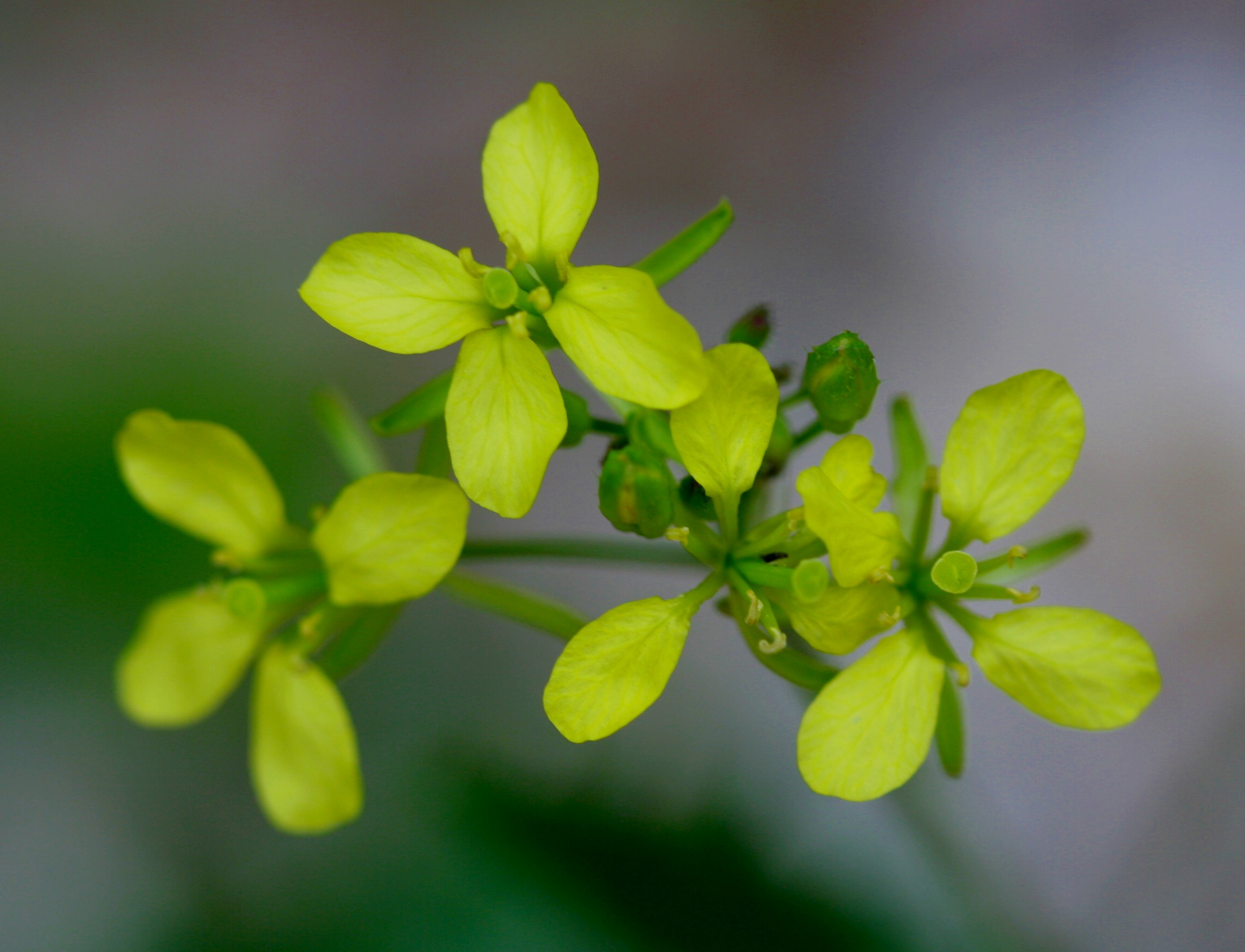